# Zeki Rıza Sporel
Zeki Rıza Sporel (Isztambul, 1898. február 28. – 1969. november 3. ) török válogatott labdarúgó. Egész pályafutását a Fenerbahçe SK csapatában töltötte. A török labdarúgás egyik legjobb csatárának tartják. Testvére, Hasan Kamil Sporel is válogatott labdarúgó volt, szintén a Fenerbahçe játékosa.

## Pályafutása

### Klubcsapatban
Zeki 1898-ban, Isztambulban született. Pályafutása a Fenerbahçe utánpótlás csapatánál kezdődött. Tizennyolc évesen, az 1915-16-os szezon előtt került fel a felnőtt csapat keretéhez. Zeki több klubrekordot állított fel pályafutása során, ő a legeredményesebb játékos tétmérkőzésen a klubban, a leggyorsabb gólt, és a legtöbb gólt egy mérkőzésen is ő szerezte. 1931. február 12-én egy 16-0 arányban megnyert bajnokin egymaga nyolcszor volt eredményes. Tizennyolc évnyi játék után, 36 évesen fejezte be pályafutását 1934-ben. 352 bajnokin 470 gólt ért el.

### A válogatottban
Tagja volt az első török válogatott keretnek, ő szerezte a nemzeti csapat történetének első gólját is Románia ellen, majd második találkozóján is eredményes volt. Összesen 16 mérkőzésen tizenötször gólt szerzett.

## Sikerei, díjai
- Isztambuli labdarúgó-bajnokság (4): 1920–21, 1922–23, 1929–30, 1932–33
- Isztambuli péntek-kupa (2): 1920–21, 1922–23
- Isztambul-kupa (1): 1930
- Charles Harington-kupa (1): 1923